# Emily Lloyd
Pour les articles homonymes, voir Lloyd.
Emily Lloyd est une actrice britannique née le 29 septembre 1970 à Londres (Royaume-Uni).

## Ses débuts
Née à Londres, en Angleterre, Emily Lloyd  est la fille de Sheila (née Laden), agent de théâtre ainsi que la secrétaire de longue date de l'agence théâtrale Harold Pinter. Son père, Roger Lloyd Pack, quant à lui, était mieux connu pour son interprétation du rôle Trigger, dans le sitcom populaire anglais, Only Fools and Horses. Son grand-père, Charles Lloyd Pack, était lui aussi connu pour ses talents d'acteur et a su remplir plusieurs rôles dans des films tels que The Mirror Crack'd, If..., The Three Worlds of Gulliver, ainsi que Le Cauchemar de Dracula. Dès l'âge précoce de deux ans, Emily a connu le divorce de ses parents, et de ce fait, Emily et sa sœur cadette ont vécu leur enfance avec leur mère.

## Carrière
She was once the next big thing, the next Garbo. A white-hot acting talent.
An actress of considerable talent, who made a memorably searing debut...
I do believe we are architects of our destinies, but with me, somewhere along the line, something came loose.
Emily Lloyd, 2009

### Premiers rôles
À 15 ans, elle est inscrite à des cours de théâtre à l'Italia Conti School de Londres. En 1986, elle joue le rôle principal dans le film Too much ! (Wish you were here), réalisé par David Leland. Les mémoires de l'anglaise Cynthia Payne (en) ont été utilisés pour créer le fil de l'histoire. La sœur cadette d'Emily joue le rôle de Lynda, jeune fille de onze ans, dans une des séquences flash-back. En 1987, le film est présenté au festival de Cannes, où le talent d'Emily est immédiatement reconnu. Elle remporte quelques prix tels the Evening Standard Film Award, Award of the National Society of Film Critics et est nommée pour le prix BAFTA.
En 1988, elle a des rôles dans deux films qui n'ont pas connu de succès, Cookie de Susan Seidelman et In Country de Norman Jewison. Son film suivant, Chicago Joe and the Showgirl, basé sur le polar populaire Cleft Chin Murder, est produit par Bernard Rose et David Yallop.
Par la suite, elle échoue quelques fois à décrocher les rôles qui lui sont proposés. Elle fut envisagée pour un rôle dans le film Scandal (portant sur l'affaire Profumo), mais Bridget Fonda décroche finalement le rôle. De même, elle accepte une offre en 1989 pour jouer le rôle de la fille de Cher, dans le film Mermaids. Malheureusement, Cher ne la souhaite pas comme sa fille-sur-scène, et le rôle est donné, à la place, à Winona Ryder. Emily attaque Orion Pictures pour la perte de son rôle, et reçoit 175 000 $ de dédommagement.
En 1992, elle est supposée jouer un rôle dans Maris et Femmes, de Woody Allen. Cependant, peu après le début du tournage, elle est remplacée par Juliette Lewis, puisque Woody Allen ne la croit pas faite pour le rôle. Au cours de la même année, elle joue dans Et au milieu coule une rivière, rôle pour lequel elle reçoit le plus de louanges à ce jour. Ce film, d'après le roman autobiographique de Norman Maclean, est réalisé par Robert Redford. En 1995, elle manque un rôle dans Tank Girl, du fait qu'elle ne souhaite pas - a priori - raser ses cheveux comme le demandait le rôle, et Lori Petty la remplace pour ce rôle. Par la suite, elle joue majoritairement des rôles dans des films de série B, ou simplement des films qui ont été ignorés par le public ou ayant reçu de mauvaises critiques. Cependant, en 1997, elle décroche un rôle secondaire dans le film de Michael Winterbottom, Bienvenue à Sarajevo.

## Filmographie
- 1987 : Too much ! (Wish You Were Here) : Lynda
- 1989 : Cookie : Carmela 'Cookie' Voltecki
- 1989 : Un héros comme tant d'autres (In Country) de Norman Jewison : Samantha Hughes
- 1990 : Chicago Joe et la Showgirl de Bernard Rose : Betty Jones / Georgina Grayson
- 1991 : Scorchers : Splendid
- 1992 : Et au milieu coule une rivière (A River Runs Through It) : Jessie Burns
- 1994 : Override (téléfilm) : Avis
- 1995 : Les Cent et Une Nuits de Simon Cinéma : une actrice muette à Hollywood
- 1995 : Paradis d'enfer (Under the Hula Moon)) : Betty Wall
- 1996 : Dead Girl : la mère
- 1996 : When Saturday Comes : Annie Doherty
- 1996 : Masculine Mescaline
- 1997 : Bienvenue à Sarajevo (Welcome to Sarajevo) : Annie McGee
- 1997 : Livers Ain't Cheap : Lisa
- 1998 : Un homme en enfer (Boogie Boy) : Hester
- 1998 : Woundings : Kim Patterson
- 2002 : The Honeytrap : Catherine
- 2003 : Riverworld, le monde de l'éternité (Riverworld) (téléfilm) : Alice Lidell Hargreaves
- 2005 : Hey Mr DJ : Angela